# Hassan Oughni
Hassan Oughni (en arabe : حسن اوغني) est un entraîneur marocain de football, il est actuellement entraîneur du Kawkab Athlétique Club de Marrakech.

## Palmarès
Mouloudia Club d'Oujda :
- Botola 2 :
  - Vice-champion : 2015